# Mungo-Nationalpark
Der Mungo-Nationalpark (engl. Mungo National Park) ist ein Nationalpark im Südwesten des australischen Bundesstaates New South Wales.

## Geografische Lage
Er liegt 743 km westlich von Sydney in der Gegend um Balranald. Er gehört zur Willandra-Seenregion (Weltkulturerbe), welche eine Fläche von 2400 km² bedeckt und 17 ausgetrocknete Seen enthält. Der zweitgrößte ausgetrocknete See und der Hauptbestandteil des Mungo-Nationalparks ist der Lake Mungo.

## Archäologie
Der Nationalpark ist von archäologischem Interesse, da mehrere außergewöhnliche Funde in diesem Gebiet geborgen wurden. Entdeckt wurde zunächst das Skelett der Mungo Lady, deren Alter ursprünglich auf 26.000 Jahre geschätzt wurde. Nach dem Fund des Skelettes des sogenannten Mungo Man, wurde es wissenschaftlich untersucht und auf ein Alter von etwa 40.000 datiert, worauf das Alter der Mungo-Frau auch auf etwa 40.000 Jahre korrigiert wurde. Es sind die ältesten bekannten menschlichen Überreste Australiens und bemerkenswerte Zeugnisse der jahrtausendealten Entwicklungsgeschichte der Menschheit und der Aborigines. Die Mungo Lady und der Mungo Man wurden beide rituell bestattet.
Des Weiteren wurden am Ufer eines der ausgetrockneten Seen im Lehmboden rund 20.000 Jahre alte Fußspuren von Frühmenschen gefunden. 

## Natur
Am Lake Mungo hat sich an den Abbruchkanten des Sees ein bizarr geformter Dünenhalbkreis gebildet, der Walls of China genannt wird. Die Vegetation des Mungo-Nationalparks besteht aus Salzbüschen auf dem leicht salzigen Boden des Lake Mungo und der für New South Wales typischen Pflanzen. Die Fauna besteht aus Kängurus, Waranen, Tannenzapfenechsen, Bartagamen, Taipanen und Ameisenigeln sowie aus Sittichen, Finken, Tauben und Adlern.

## Wissenswert
Der Kriminalroman Death of a Swagman (Bony wird verhaftet) spielt zum Teil am Fuß der Walls of China.